# Enric Marquès i Vilalta
Enric Marquès i Vilalta (Palafrugell, 1917 – 2002) fou un mecànic de professió. Fill de Joan Marquès i de Mercè Vilalta, va treballar als Tallers Trill com el seu pare. Mobilitzat per anar al front el 8 d'octubre de 1937, formà part de la 130 Brigada de la 43a Divisió al front d'Aragó. Després de la retirada de la Bossa de Bielsa, a la reincorporació d'aquesta divisió per Portbou, la 130 Brigada s'integrà a la 55a Divisió. Un grup de soldats van ser enviats a Sant Joan de Vilatorta i allotjats en cases particulars. Ell es va allotjar en una casa que tenia bar, i durant un temps es va cartejar amb una noia que hi treballava.
A finals de gener de 1939 va ser fet presoner a la carretera de Manresa a Calaf. Va ingressar al camp de concentració de Sant Juan de Mozarrifar el 27 de gener de 1939. La sentència del consell de guerra el va condemnar a 12 anys de presó. De la presó de Girona va ser traslladat cap a Bilbao el 28 de maig de 1940. Va estar presoner a Bilbao fins al 22 de març de 1942 quan va ser traslladat altre cop a Girona. Va sortir de la presó en llibertat condicional el 24 de novembre de 1942 però fins a finals de 1950 no es va exhaurir la seva condemna. Cap a l'any 1945 Enric Marquès es va iniciar en el món del miniaturisme militar i va començar a fer soldats de plom que venia a botigues o a marxants especialitzats en col·leccionisme. Per a la realització dels soldats s'inspirava en il·lustracions de diferent tipus però sobretot en els cromos que es regalaven amb la xocolata. A banda dels soldats de plom també feia canons napoleònics, i peces de joieria a partir de duros de plata. Va morir l'any 2002.

## Història arxivística
La documentació de la família Vilalta va ser conservada per la família Marquès Vilalta. Enric Marquès la va conservar fins a l'any 2002, i va fer algunes donacions i autoritzacions de reproduccions de documents a l'Arxiu Municipal de Palafrugell. Els seus hereus en van fer donació el 2004. Destaquen els documents vinculats amb la Guerra Civil i la repressió, entre els quals es troben les memòries d'Enric Marquès escrites al front i a la presó i la correspondència que enviava i rebia durant aquesta època. També destaca la documentació relacionada amb el mestre Lluís Vilalta i amb l'ensenyament a Palafrugell als anys 30.
Lluís Vilalta Carbó, oncle d'Enric Marquès, havia nascut a Campllong el setembre de 1865. Va ser assignat com a mestre auxiliar de l'escola pública de Palafrugell el 20 d'octubre de 1892. L'any 1912 va obtenir la plaça en propietat. Es va jubilar l'any 1935, i amb motiu de la seva jubilació un grup d'alumnes, exalumnes i mestres van retre-li un homenatge; l'acte es va celebrar el diumenge 14 de juliol a l'Escola d'Arts i Oficis del carrer Tarongeta. Lluís Vilalta, a més a més de fer de mestre, va crear una societat anomenada Roure i Vilalta dedicada a la fabricació de suro; el seu soci era el també mestre Vicenç Roure.